# Color Rhapsodies
Color Rhapsodies est le nom d'une série de courts métrages d'animation distribuée par la Columbia Pictures et produite par Charles B. Mintz entre 1934 et 1938
La série réalisée en Technicolor sur deux bandes jusqu'en 1935, était conçu comme une concurrente des Silly Symphonies de Walt Disney. C'est avec la fin du contrat d'exclusivité de Disney sur le Technicolor sur trois bandes qu'elle a pu utiliser ce procédé.
En 1937, le court métrage The Little Match Girl a été sélectionné pour l'Oscar du meilleur court-métrage d'animation mais a été battu par Le Vieux Moulin de Disney.
En 1941, le duo The Fox and the Crow apparaît dans le court métrage The Fox and the Grapes.